# Vasili Sinaiski
Vasili Serafímovich Sinaiski (del ruso: Васи́лий Серафи́мович Сина́йский) (20 de abril de 1947, República de Komi, URSS) es un pianista y director de orquesta ruso.

## Vida
Estudia dirección de orquesta en el conservatorio de Leningrado con Iliá Musin.

## Carrera
Comienza su carrera como asistente de Kiril Kondrashin en la Orquesta Filarmónica de Moscú. En 1973 logra la medalla de oro del Concurso Karajan en Berlín.
De 1976 a 1999, Sinaisky es el director principal de la Orquesta Sinfónica Nacional de Letonia. Ocupa luego la plaza de responsable principal y director musical de la Orquesta Filarmónica de Moscú, de 1991 a 1996. Es igualmente principal director invitado de la Orquesta Filarmónica de los Países Bajos, del Teatro Bolshói y, hasta 2002, director musical de la Orquesta Sinfónica Estatal Rusa (antiguamente Orquesta Sinfónica Estatal de la URSS dirigida durante treinta y cinco años por Yevgueni Svetlánov).
De 1996 a enero de 2012, Vasili Sinaiski es el principal director invitado de la Orquesta Filarmónica de la BBC con la cual realiza varias grabaciones para Chandos Records, sobre todo de las obras de Karol Szymanowski, Rodión Shchedrín, Mili Balákirev, Nikolái Rimski-Kórsakov y Franz Schreker, así como una serie de grabaciones consagradas a la música de película de Dmitri Shostakóvich. Sinaisky ocupa actualmente el puesto de director emérito de la Filarmónica de la BBC.
Sinaiski fue igualmente director principal de la Orquesta Sinfónica de Malmö, de enero de 2007 hasta 2011, orquesta al frente de la cual ha realizado varias grabaciones para el sello Naxos consagradas sobre todo a la música de Franz Schmidt.
Como director invitado, Sinaisky colabora regularmente con orquestas como la de Orquesta de Cleveland, Orquesta Filarmónica de Los Ángeles, Orquesta Filarmónica de Londres, Orquesta Sinfónica de Radio Berlín, Orquesta Sinfónica de la Radio de Stuttgart y la Filarmónica Checa. En las temporadas pasadas también ha empezado a colaborar con la Orquesta Real del Concertgebouw, Orquesta de la Gewandhaus de Leipzig, Orquesta NDR de la Filarmónica del Elba, Orquesta Sinfónica de Barcelona y Nacional de Catalunya, Orquesta Filarmónica de Radio Francia y la NHK Symphony de Tokyo.
A partir de la temporada 2009-2010, se convierte en el director residente del Teatro Bolshói de Moscú. En agosto de 2010, es nombrado director musical y responsable principal del Bolshói.

## Discografía selecta
- Chostakovitch: Film Music Vol. 1 (Chandos 10023).
- Chostakovitch: Film Music Vol. 2 (Chandos 10183).
- Balákirev: Sinfonía n.º 1, Overture King Lear, In Bohemia (Chandos 24129).
- Liádov: Baba Yagá, Enchanted Lake, Kikímora (Chandos 9911).

| Predecesor: Dmitri Kitayenko   | Director Musical, Orquesta Filarmónica de Moscú 1991–1996   | Sucesor: Mark Ermler   |
| Predecesor: Christoph König    | Director principal, Orquesta Sinfónica de Malmö 2007-2011   | Sucesor: Marc Soustrot |
| Predecesor: Leonid Desyátnikov | Director Musical, Orquesta del Teatro Bolshói 2010–presente | Sucesor: -             |